# Richard de la Pole
Richard de la Pole, död 24 februari  1525, var yngre bror till John och Edmund de la Pole och brittisk tronpretendent.
Han flydde 1501 samtidigt med brodern Edmund från England, fick en tid understöd av konungen av Ungern och erkändes vid utbrottet av fransk-engelska kriget 1512 av Ludvig XII som rättmätig engelsk konung. Fransmännens planer att sända honom till England med en invasionshär hade inte hunnits med, när freden slöts 1514.
de la Pole måste nu lämna Frankrike och slog sig ned i den tyska riksstaden Metz, där han med franska underhållspenningar förde ett liv i överflöd, alltsomoftast dock utsatt för mordanslag från engelska utskickade. 1519-1522 residerade han i Toul, kallades vid krigsutbrottet 1522 av Frans I till Paris och var än en gång påtänkt som ledare vid en tillämnad landstigning i England, men planen uppgavs. Han stupade vid konung Frans I:s sida i slaget vid Pavia, den 24 februari 1525 och hans ätt utslocknade därmed med honom.